# Farahan
Farahan este un Ŝahrestān din Provincia Markazi, Iran.